# Waleed Al-Husseini
Waleed Al-Husseini (àrab: وليد الحسيني, Walīd al-Ḥusaynī) (Qalqilya, 25 de juny de 1989) és un escriptor ateu palestí, fundador del Consell dels Exmusulmans de França.
El novembre de 2010 va ser detingut per l'Autoritat Palestina acusat de blasfèmia a l'islam per mitjà de publicacions a Facebook i a blogs. La seva detenció va tenir una resposta global i va denunciar que havia estat torturat durant la seva estada a presó. Després de l'alliberament, patint per la seva seguretat, va demanar asil a França i el 2012 se li va atorgar. D'aleshores ençà, ha parlat a favor del secularisme i contra el desenvolupament de l'islam radical i polític a França i a l'estranger, defensant que l'islam radical suposa una amenaça a la República Francesa.
El New York Times va escriure: «Aquest tema ha cridat l'atenció sobre el problema de la llibertat d'expressió a l'estat palestí, en el qual l'insult a la religió es considera il·legal, així com la confrontació entre la societat tradicional i Internet».

## Obra
- Blasphémateur ! : les prisons d'Allah, 2015, Grasset (ISBN 978-2-246-85461-6)
  - Traducció anglesa: Al-Husseini, Waleed. The Blasphemer: The Price I Paid for Rejecting Islam.  Nova York: Skyhorse Publishing, 2017. ISBN 9781628726756.
- Une trahison française : Les collaborationnistes de l'islam radical devoilés ("A French Treason: The Collaborators of Radical Islam Unveiled"), 2017, Éditions Ring ISBN 979-1091447577